# Associação Bauru Basketball Team
L’Associação Bauru Basketball Team, comunemente nota come Bauru Basquete , è una squadra professionistica di pallacanestro brasiliana con sede a Bauru, nello stato di San Paolo, in Brasile. Il club partecipa al massimo campionato nazionale, il Novo Basquete Brasil (NBB).
Fondata nel 1994, la squadra ha vinto due titoli nazionali, nel 2002 e nel 2016. A livello continentale, ha conquistato una volta la FIBA Americas League, nel 2015, ed è stata vicecampione nella FIBA Intercontinental Cup dello stesso anno.
La squadra gioca le partite casalinghe al Ginásio Panela de Pressão, che ha una capienza di circa 2.000 spettatori. Il Bauru è noto anche per essere stato il secondo club di Leandro Barbosa.

## Storia
La storia del Bauru Basket ha inizio nel 1994, quando l’azienda di materiale scolastico Tilibra avviò una collaborazione con il club polisportivo Luso di Bauru. Nel primo anno di attività furono attive soltanto le categorie giovanili, impegnate in tornei giovanili.
Nel 1995 fu creata la squadra senior, che con il nome Luso/Tilibra/Unimed/Bauru si classificò sesta nella Serie A-2 del Campionato Paulista.
L'annata successiva, nel 1996, sempre come Luso/Tilibra/Bauru, riuscì invece a vincere il titolo della Serie A-2 battendo in finale il Trianon Clube di Jacareí.
Nel 1997, con la denominazione di Tilibra/Copimax/Bauru, concluse al nono posto nel Paulista e nel 1998 arrivò quinta, posizione che le permise per la prima volta di partecipare al Campeonato Nacional de Basquete nel 1999.
Alla sua prima partecipazione al campionato brasiliano, la squadra si classificò quarta. Grazie a quel posizionamento in classifica, partecipò anche al suo primo torneo internazionale, il Campeonato Sudamericano de Clubes 199, dove concluse la sua avventura da vicecampione, perdendo la finale ai supplementari contro il forte Vasco da Gama.
Sempre nel 1999, Bauru vinse il suo primo Campionato Paulista, superando in finale Franca per 3-1. Nel 2000 le due squadre si affrontarono nuovamente in finale, ma stavolta fu il  Franca a prevalere, vincendo per 3-0. In quell’anno il club cambiò ufficialmente nome in Associação Bauru Basquete Clube.
Dopo alcune stagioni di rendimento medio, il Bauru vinse nel 2002 come Tilibra/Copimax/Bauru riuscì a vincere il suo primo titolo nazionale, conquistando il Campeonato Nacional de Basquete  dopo aver battuato l'Araraquara per 3 a 0 nella serie decisiva. In quella squadra c’erano veterani come Josuel, Raul, Vanderlei, Brasília e Jeffty, oltre a giovani promettenti come Marquinhos, Murilo Becker e Leandrinho, che sarebbero poi diventati nomi importanti del basket brasiliano.
Dopo il titolo, i principali sponsor (Tilibra e Copimax) abbandonarono il progetto, e la squadra assunse il nome Bauru Basquete, senza sponsor principale. Nonostante una rosa giovane e nessun grande sponsor, il club conquistò il terzo posto nel Campeonato Sudamericano de Clubes del 2002, disputato in Cile.
Alla fine del Campeonato Nacional 2003 il Bauru si autosospese per difficoltà economiche , tornando solo alla fine del 2004 come Sukest/Bauru. Nel 2005, come Plasútil/Sukest/Bauru, fu vicecampione del Torneio Novo Milênio, ma nel secondo semestre del 2006 chiuse nuovamente le attività per mancanza di sostegno finanziario.
Nel settembre 2007, il progetto riprese vita con la rifondazione della squadra: nacque l’Associação Bauru Basketball Team, con il patrocinio dell’azienda GRSA.
Con il nome GRSA/Bauru, il club partecipò nel 2008 alla Supercopa de Basquete e alla Copa Ouro, tornei riservati a squadre dello stato di San Paolo, e successivamente anche al Campionato Paulista.
Nel gennaio 2009, il GRSA/Bauru prese parte alla prima edizione del Novo Basquete Brasil (NBB), organizzata dalla nuova Liga Nacional de Basquete, di cui fu uno dei fondatori.
Nel 2009, l’azienda Itabom entrò nel progetto, dando origine al nome GRSA/Itabom/Bauru. Nel 2010, GRSA si ritirò dal progetto.
Nel 2012, dopo dieci anni di assenza dalle competizioni internazionali, il Bauru tornò sulla scena: ospitò la prima fase della FIBA Americas League e partecipò anche al Torneo Interligas.
Nella seconda metà del 2012, dopo l’uscita di Itabom, la squadra trovò un nuovo sponsor principale: la Paschoalotto Serviços Financeiros.
La nuova partnership diede presto risultati. La terza posizione nel NBB 2012-13 fu solo l’inizio perchè sempre nel 2013, il Paschoalotto/Bauru conquistò il suo secondo Campionato Paulista, battendo in finale il Campionato Paulista per 3 a 0 (il primo titolo risaliva al 1999).
Nella seconda metà del 2014, il Bauru ingaggiò importanti giocatori come Robert Day, Jefferson Willian, Rafael Hettsheimeir e Alex Garcia, che si unirono a una solida base con Larry Taylor, Ricardo Fischer, Murilo Becker e Gui Deodato.
Il risultato fu una stagione 2014-15 straordinaria. 
Il Bauru venne invitata dalla FIBA Americas a prendere parte alla Liga Sudamericana 2014, e conquistò da imbattuto il suo primo titolo internazionale, vincendo in finale il derby brasiliano contro il Mogi das Cruzes per 79-53. La vittoria della Liga Sudamericana garantì al Dragão la qualificazione per l'edizione 2015 della FIBA Americas League; la squadra brasiliana superò agevolmente sia il girone della prima fase che quella della seconda, concludendo in entrambi i casi al primo posto con 3 vittorie in altrettante partite. Nelle Final Four, giocate al Gimnasio Maracanãzinho di Rio de Janeiro, il Bauru superò in semifinale la squadra Argentina del Peñarol M. d. Plata per 80-61, e poi nella finalissima ebbe la meglio sui messicani del Pioneros per 86-72, vincendo così da imbattuto anche la FIBA Americas League 2015.
Oltre ai due titolo internazionali in quella stagione il Bauru vinse anche per la terza volta il Campionato Paulista battendo il Limeira per 3-1 nelle finali. Inoltre fu vicecampione del NBB 2014-15, stabilendo il record di vittorie consecutive e di imbattibilità nella competizione.

Con la vittoria nella  FIBA Americas League 2015, il Bauru si qualificò per la Coppa Intercontinentale 2015, dove si sfidò in una doppia sfida con i campioni dell'Euroleague 2014-2015, gli spagnoli del Real Madrid. I Dragão riuscirono a vincere gara 1, giocata in Brasile, per 91-90, ma non riuscirono a ripetere la prestazione anche nella gara 2, giocata in Spagna e persero per 12 punti, classificandosi vicecampione del mondo per club .
Grazie alla grande stagione 2014-2015, il club fu invitato a disputare due amichevoli negli Stati Uniti d'America, come parte delle amichevoli pre-season in vista della stagione NBA 2016, contro i New York Knicks e i Washington Wizards, diventando la prima squadra paulista a giocare contro squadre NBA.
Nel 2016, il Paschoalotto/Bauru raggiunse di nuovo le Final Four della FIBA Americas League, ma perse la finale contro la squadra proveniente dal Venezuela del Guaros de Lara per 79 ad 84. Anche a livello nazionale, nel NBB 2015-16, il Bauru fu ancora protagonista, arrivando nuovamente fino alla finale, dove però uscì sconfitto dal Flamengo .
Dopo quattro stagioni, la Paschoalotto lasciò la sponsorizzazione principale. Il club firmò un nuovo accordo di sponsorizzazione con l’azienda di sicurezza e pulizia Gocil, diventando Gocil/Bauru. Sotto la nuova denominazione la squadra nel Campionato Paulista 2016, raggiunse la finale ma fu sconfitto dal Mogi das Cruzes per 2-0.
Nel NBB 2016-17, dopo un cammino altalenante, il Bauru concluse la stagione regolare al quinto posto in classifica ottenendo lo stesso l'accesso per i play-off. Negli ottavi eliminò ebbe facilmente la meglio sulla formazione del Macaé, vincendo la serie per 3-0. Nei quarti si scontrò con i Universo Brasilia e dopo aver perso la prima sfida, si impose nelle successive tre partite, vincendo la serie per 3 a 1.
In semifinale contro il Pinheiros, la serie iniziò con una doppia sconfitta per i Dragão che però rimontò da 0-2 a 3-2, conquistando così per il terzo anno consecutivo l'accesso alla serie che assegna il titolo nazionale. In finale, ancora una volta sotto 0-2 contro il Paulistano, riuscì anche in questa occasione a ribaltare la serie, vincendo per 3-2 e conquistando il primo titolo del Novo Basquete Brasil, 15 anni dopo l’ultimo campionato nazionale.
Nel 2022, il Bauru Basket si è laureato per la seconda volta nella sua storia campione della Liga Sudamericana, battendo in finale gli argentini del San Martín de Corr. per 66 a 57.

## Palazzetto
Il Ginásio de Esportes do Esporte Clube Noroeste, più conosciuto come Panela de Pressão, è un palazzetto polivalente situato nella città di Bauru, nello stato di San Paolo (Brasile), avente una capacità di circa 2.000 spettatori.
Il Ginásio do Noroeste, che divenne noto come Panela de Pressão a causa delle affollate feste di carnevale che vi si svolgevano, fu costruito tra il 1955 e il 1956 con l’obiettivo di ospitare i Jogos Abertos de 1956. 

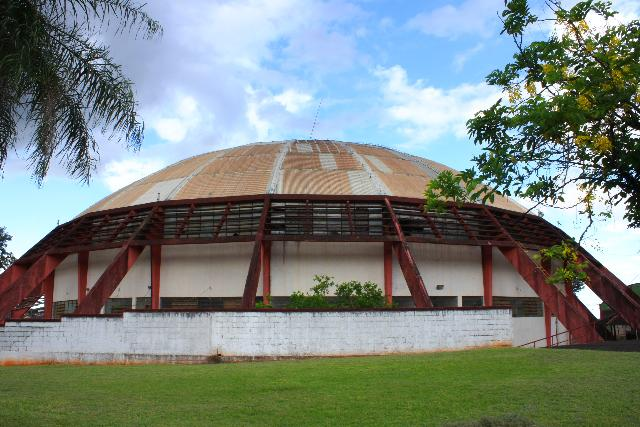
Vista esterna del Ginásio Panela de Pressão.

Nel 1999, dopo anni di abbandono, il palazzetto fu affittato dal club Noroeste alla squadra Tilibra/Copimax/Bauru, e subì così la prima ristrutturazione per poter accogliere partite di basket. La gara inaugurale fu disputata contro il Flamengo, il 18 aprile 1999, per il campionato nazionale. Tuttavia, dopo la sospensione delle attività del Bauru Basket nel 2006, il palazzetto tornò nuovamente inutilizzato .
Nel 2011, grazie a un accordo tra il Comune di Bauru e l’Esporte Clube Noroeste, si stabilì che il Panela avrebbe subito una nuova ristrutturazione, con un investimento superiore a 200.000 reais, per poter ospitare i Jogos Abertos del 2012, diventare la sede della Segreteria Municipale per lo Sport di Bauru, e per accogliere nuovamente le partite del Bauru Basket. 
Il Panela de Pressão fu reinaugurato per la seconda volta il 16 marzo 2012, in occasione di una gara della FIBA Americas League. Il palazzetto ospitò un girone della prima fase della competizione nei giorni 16, 17 e 18 marzo. La gara inaugurale fu tra Lobos Brasília e Quimsa (Argentina) alle ore 18 del 16 marzo . 

## Palmarès

### Titoli nazionali
- Novo Basquete Brasil: 1

2016-17
- Campeonato Nacional de Basquete: 1

2002

### Titoli internazionali
- FIBA Americas League: 1

2015
- Liga Sudamericana: 2

2014, 2022
- Torneo Interligas: 1

2019

### Titoli statali
- Campionato Paulista: 3

1999, 2013, 2014
- Campeonato Paulista A-2: 1

1996

## Organico attuale
Organico per la stagione sportiva 2024-2025
| Roster Bauru Basketball 2024-2025. | Roster Bauru Basketball 2024-2025. |
| Giocatori                          | Staff tecnico                      |
| ---------------------------------- | ---------------------------------- |

| N. | Naz.               | Ruolo | Nome              | Anno | Alt.   | Peso   |  |
| -- | ------------------ | ----- | ----------------- | ---- | ------ | ------ |  |
| 1  | Brasile (bandiera) | G     | Evandro Giacon    | 2003 | 181 cm | 78 kg  |  |
| 3  | Brasile (bandiera) | PG    | Dontrell Brite    | 1994 | 175 cm | 75 kg  |  |
| 5  | Brasile (bandiera) | PG    | David Rossetto    | 1991 | 182 cm | 84 kg  |  |
| 6  | Brasile (bandiera) | AG    | Germerson Barbosa | 1992 | 204 cm | 105 kg |  |
| 7  | Brasile (bandiera) | G     | Gustavo Santana   | 2002 | 183 cm | 77 kg  |  |
| 8  | Brasile (bandiera) | G     | Caio da Silva     | 2007 | 190 cm | 82 kg  |  |
| 9  | Ecuador (bandiera) | G     | Pedro Infante     | 2000 | 195 cm | 88 kg  |  |
| 10 | Brasile (bandiera) | AP    | Alex Garcia       | 1980 | 191 cm | 94 kg  |  |
| 13 | Brasile (bandiera) | AG    | Brandão           | 2003 | 203 cm | 85 kg  |  |
| 15 | Brasile (bandiera) | C     | Maciel            | 2001 | 206 cm | 106 kg |  |
| 17 | Brasile (bandiera) | AG    | Joao Ramos        | 1998 | 201 cm | 98 kg  |  |
| 19 | Brasile (bandiera) | AP    | Mogi Alves        | 1995 | 198 cm | 96 kg  |  |
| 20 | Brasile (bandiera) | AP    | Igor Araujo       | 1999 | 193 cm | 86 kg  |  |
| 21 | Brasile (bandiera) | G     | Matheus Eugeniusz | 1999 | 193 cm | 87 kg  |  |
| 22 | Brasile (bandiera) | AG    | Daniel Lima       | 2002 | 206 cm | 100 kg |  |
| 23 | Brasile (bandiera) | C     | Augusto Esdras    | 2002 | 207 cm | 104 kg |  |
| 24 | Brasile (bandiera) | G     | Vinicius Ferreira | 2001 | 185 cm | 80 kg  |  |

| Allenatore |
| - Paulo César Jaú |
| Assistente/i |
| - Hudson Previdelo - Rodrigo Silva - Vanderlei Mazzuchini (Supervisore ) - Roger Tedde (Medico) - Carlos Eduardo Matos (Medico) - Gabriel Silva (Analista statistiche) - Bruno Camargo (Preparatore atletico) - Matheus Filipe (Fisioterapista) - Anderson Guimarães "Tatá" (Magazziniere) Legenda - (C) Capitano - Infortunato Roster |

## Partite contro squadre NBA
| New York 7 ottobre 2015 | N.Y. Knicks | 100 – 81 (24–25, 36–19, 22–20) | Bauru | Madison Square Garden (19.037 spett.) |
| \| \| \| \| \| Anthony 17 \| Punti \| 19 Day \| \| Grant, O'Quinn 4 \| Assist \| 10 Fischer \| \| Galloway, O'Quinn 8 \| Rimbalzi \| 10 Fischer \| |             |                                |       |                                       |
| |             |                                |       |                                       |
| Anthony 17 | Punti       | 19 Day                         |       |                                       |
| Grant, O'Quinn 4 | Assist      | 10 Fischer                     |       |                                       |
| Galloway, O'Quinn 8 | Rimbalzi    | 10 Fischer                     |       |                                       |

| Washington 15 ottobre 2014 | Wash. Wizards | 134 – 100 (34–19, 39–34, 28–15) | Bauru | Capital One Arena (10.233 spett.) |
| \| \| \| \| \| Gortat 19 \| Punti \| 17 Meindl, Day \| \| Wall 9 \| Assist \| 4 Boracini \| \| Humphries 9 \| Rimbalzi \| 7 Garcia,Fischer, Meindl \| |               |                                 |       |                                   |
| |               |                                 |       |                                   |
| Gortat 19 | Punti         | 17 Meindl, Day                  |       |                                   |
| Wall 9 | Assist        | 4 Boracini                      |       |                                   |
| Humphries 9 | Rimbalzi      | 7 Garcia,Fischer, Meindl        |       |                                   |

## Cestisti
- Kendall Anthony
- Josimar Ayarza
- Leandro Barbosa
- Murilo Becker da Rosa
- Paulinho Boracini
- Cláudio Antônio Gomes Clemente
- George Byrd
- Gegê Chaia
- Jason Detrick
- Daviyon Draper
- Eduardo Magalhães Machado
- Lucas Faggiano
- Ricardo Fischer
- Fúlvio Chiantia de Assis
- Alex Ribeiro Garcia
- Zach Graham
- Rafael Estevão Hettsheimeir
- Jeremy Hollowell
- Jefferson Andrade da Silva Antônio
- Renan Lenz
- Lucas Fernandes Mariano
- Jonatan Machuca
- Jeremiah Massey
- Osvaldas Matulionis
- Maury Ponickwar de Souza
- Leonardo Meindl
- Rafael Ferreira de Souza
- Raul Togni Filho
- Anderson Schutte
- Wesley Sena
- Danilo Siqueira
- Larry Taylor
- Michael Uchendu
- Válter Apolinário da Silva
- Vanderlei Mazzuchini